# Catherine Allégret

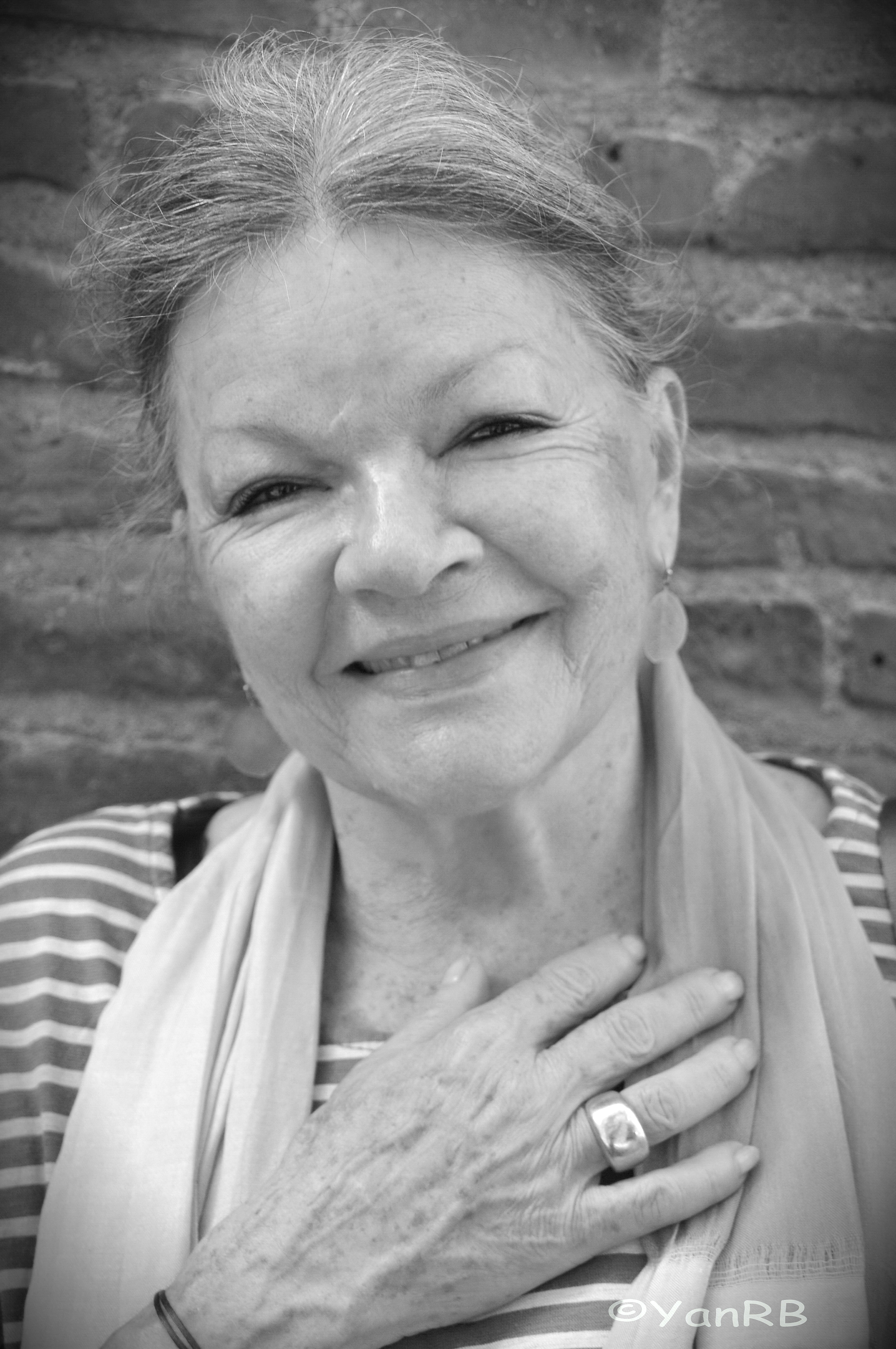
Catherine Allégret (2015)

Catherine Allégret (* 16. April 1946 in Neuilly-sur-Seine) ist eine französische Schauspielerin.

## Leben
Die Tochter von Simone Signoret und Yves Allégret sowie die Stieftochter von Yves Montand, der sie 1987 adoptierte, wurde im Jahre 1965 durch den Costa-Gavras-Film Mord im Fahrpreis inbegriffen bekannt, in dem sie die jugendliche Partnerin Jacques Perrins (das Mädchen Bambi) spielte. Später überzeugte sie im Film Beau masque neben Jean-Claude Dauphin und Dominique Labourier ebenso wie neben ihrer Mutter und Alain Delon in Die Löwin und ihr Jäger. Darauf folgten Nebenrollen in herausragenden Werken wie die Catherine in Der letzte Tango in Paris und die Colette in Vincent, François, Paul und die anderen. 1974 spielte sie die Hauptrolle der Mitzie in der deutschen Simmel-Verfilmung Lieb Vaterland, magst ruhig sein. Es folgten weitere Filme, u. a. neben Farrah Fawcett in der Verfilmung der Beate-Klarsfeld-Biographie Verfolgt und gejagt und neben Jeff Goldblum in Der teuflische Mr. Frost. 1989 spielte sie die Rolle der Rita Arnould in dem Film L'Orchestre rouge (Rote Kapelle) von Jacques Rouffio. Große Popularität brachte ihr ab 1989 die Rolle der Gionou in der Serie Kommissar Navarro.
1969 heiratete sie Jean-Pierre Castaldi. Ihr 1970 geborener Sohn Benjamin Castaldi wurde Fernsehmoderator. Nach der Scheidung heiratete sie am 28. Mai 1984 Maurice Vaudaux, mit dem sie eine 1984 geborene Tochter hatte.
2004 belastete sie in ihren Memoiren Un monde à l'envers (deutsch etwa: Eine Welt steht kopf) postum ihren Stiefvater Yves Montand, sie seit ihrem fünften Lebensjahr mit Einwilligung ihrer Mutter Simone Signoret (die so angeblich ihre Ehe aufrechtzuerhalten versuchte) sexuell missbraucht zu haben. Für ihre Behauptungen konnten jedoch keine Nachweise erbracht werden.

## Filmografie (Auswahl)
- 1965: Lady L
- 1965: Mord im Fahrpreis inbegriffen (Compartiment tueurs)
- 1966: Pokerspiel um vier Damen (Carré de dames pour un as)
- 1970: Pilzgift (L‘assassin frappe à l‘aube)
- 1971: Das passiert immer nur den anderen (Ça n’arrive qu’aux autres)
- 1971: Zum Teufel mit unserer Zeit – aber ich liebe sie (Un enfant dans la vill)
- 1971: Smic, Smac, Smoc – Die Drei vom Trockendock (Smic, Smac, Smoc)
- 1972: Beau Masque
- 1972: Der letzte Tango in Paris (Ultimo tango a Parigi)
- 1972: Die Entführer lassen grüßen (L'aventure, c'est l'aventure)
- 1973: Die Löwin und ihr Jäger (Les granges brûlées)
- 1974: Vincent, François, Paul und die anderen (Vincent, François, Paul… et les autres)
- 1975: Der Tolpatsch mit dem sechsten Sinn (La course à l’échalotte)
- 1976: Lieb Vaterland magst ruhig sein
- 1976: Beiß nicht, man liebt dich (Mords pas, on t'aime)
- 1979: Die Liebe einer Frau (Clair de femme)
- 1986: Verfolgt und gejagt (Nazi Hunter: The Beate Klarsfeld Story)
- 1989–2006: Kommissar Navarro (Navarro, Fernsehserie, 91 Folgen)
- 1990: Der teuflische Mr. Frost (Mister Frost)
- 2004: Eine französische Hochzeit (Mariages!)
- 2010: Die Kinder von Paris (La rafle)
- 2018–: Demain nous appartient (Fernsehserie)